# 土岐田麗子
土岐田 麗子（ときた れいこ、1984年5月31日 - ）は、千葉県生まれのファッションモデル、タレント。所属事務所はプラチナムプロダクション。雑誌『JJ』のモデルを中心に活躍中。

## 略歴
- 千葉経済大学附属高等学校商業科卒業。
- 2002年、雑誌『Cawaii!』にてモデルデビュー。
- 2005年2月号をもって『Cawaii!』を卒業。 『Cawaii!』2月号ではその年に成人式を迎える「Cawaii! Girls」が振袖を着て表紙を飾るのが恒例になっているが、2005年2月号では大石理紗とともに振袖で表紙を飾り、この号をもって『Cawaii!』を卒業した。
- 2005年8月号の『JJ』で、JJモデルとしてデビュー。以降2017年の卒業まで12年間にわたってJJレギュラーモデルを務めた[2]。
- 2007年7月23日放送開始の「スピードワゴンと土岐田麗子の巻」（GyaO）で、初の冠番組を担当した。
- テレビ東京の「Film Factory」にてドラマ監督にチャレンジした。
- 姉も元モデルで、姉妹で顔が似ているため間違えられることがある。
- 2009年サンリオピューロランド親善大使。サンリオキャラクターではキキララが好き。[3]
- 以前の所属事務所は、ディスカバリーネクスト。
- 2018年9月、一般男性と結婚[4]。10月2日放送の『明日は我がミーティング』（TBS）の番組内で発表した[4]。
- 2022年3月1日、第1子妊娠を発表[5]。5月25日、第1子女児の出産を報告[6]。

## 人物
- 資格
  - 普通自動車免許
  - アロマテラピー検定1級（社団法人日本アロマ環境協会、ラジオ番組『イマドキッ日曜日』の企画で取得）
  - ドッグトレーナー2012年4月合格（「いっくん」という名前のトイプードル犬を飼っている）

### エピソード
- 『踊る!さんま御殿!!』（2006年10月17日放送）に初出演した際、インパルス・堤下敦に「好きです」と告白、交際がスタート。2008年1月21日に土岐田が自身のブログ内にて破局していたことを発表、本人曰く「友達に戻ります」との事[7]。

## 作品

### シングル
- JJ Sparkling　加藤ミリヤの『このままずっと朝まで』をカバー（2010年1月）

### 映像作品
2006年
- GyaO オリジナルドラマ 道徳女子短大 エコ研 第一話「セミ」
- GyaO オリジナルドラマ 道徳女子短大 エコ研 第二話「39℃」
- GyaO オリジナルドラマ 道徳女子短大 エコ研 第三話「東京脱出」

2008年
- 完全保存版!なにわグルメDVD「たこ焼きでんねん」
- 完全保存版!なにわグルメDVD「お好み焼きでんねん」
- 完全保存版!なにわグルメDVD「串カツでんねん」
- おしゃれに GOLF～ワクワクデビュー準備編～（TLIP）
同タイトル同料金の単行本付きDVD（キネマ旬報社）
- おしゃれに GOLF～あこがれのコースデビュー編～（TLIP）
同タイトル同料金の単行本付きDVD（キネマ旬報社）

2009年
- むちゃぶり！ 3rd.シーズン Vol.3 完全版
- 舞台「おじぎでシェイプアップ!」
- Wednesday ～アナザーワールド～ TWILIGHT FILE VI

## 出演

### テレビ（地上波）
レギュラー出演
- ベリータ （毎日放送・関西ローカル、2005年8月 - 2010年6月）※不定期
- 女神系GOLF（テレビ朝日・関東ローカル、2008年10月 - 2009年3月）※不定期
- 石田純一の街の達人　第2期アシスタント（BS日テレ、2010年10月 - 2011年3月）※隔週

### テレビ（CS）
- でんねん〜試験にでる?大阪弁〜 （SKY PerfecTV! 726ch、関西テレビ☆京都チャンネル、2007年）
- 完全保存版!なにわグルメ「たこ焼きでんねん」 （SKY PerfecTV! 726ch、関西テレビ☆京都チャンネル、2007年12月）
- 完全保存版!なにわグルメ「お好み焼きでんねん」 （SKY PerfecTV! 726ch、関西テレビ☆京都チャンネル、2008年）
- 完全保存版!なにわグルメ「串かつでんねん」 （SKY PerfecTV! 726ch、関西テレビ☆京都チャンネル、2008年）
上記の「たこ焼きでんねん」「お好み焼きでんねん」「串かつでんねん」は、DVD販売されている。

### ラジオ
- UP'Sound RADIO
（番組後半の「BLOGSTREET on Radio」というトークコーナーに出演。 約30のコミュニティーFM・有線にて放送。出演者のブログからも配信。2006年3月 - 9月）
- イマドキッ日曜日　（MBSラジオ、2008年4月 - 2009年4月）
  - イマドキッC日曜日　（MBSラジオ、2007年4月 - 2008年3月）
- オレたちゴチャ・まぜっ!〜集まれヤンヤン〜　（MBSラジオ、2009年4月11日　初回だけ出演して降板）

### ネット配信
- ドラマ「道徳女子短大 エコ研」
（GyaOドラマ、第1話「セミ」2006年7月2日配信、第2話「39℃」8月2日配信、第3話「東京脱出」9月2日配信。全6話の配信予定だったが、3話で終了。この3話は、DVD販売されている。無料動画配信サイトDohhh UP!、2007年8月24日配信。他の出演者は、ハロー!プロジェクトのメンバー。）麗子役
- ドラマ「おじぎ30度」（無料動画配信サイトDohhh UP!、2006年12月24日配信）
- アニメ「キムサウンドストーリー」
（GyaOアニメ、第5話（2007年1月2日配信）から登場するレイコの声優。また、Mac The Reiko というユニット名で、『パパじゃないくせに』を熱唱。）
- ランチタイム ナビゲーション MIDTOWN TV（GyaO、2007年3月26日 - 7月9日）
- MIDTOWN TV「スピードワゴンと土岐田麗子の巻」（GyaO、2007年7月23日 - 8月27日。上記番組をリニュアルしたもの）
- MIDTOWN TV「スピードワゴンのナマ出し」（GyaO、2007年9月3日 - 11月5日。上記番組をリニュアルしたもの）
- PLAY!AWA'S 〜美と笑いの大お見せ合いパーティ〜（GyaOバラエティ、2007年）
- 勝ち抜き!アイドル天国!!ヌキ天（GyaOバラエティ、2007年11月14日 - ）
- ヘバダバオモサンデー（Ameba Studio、毎週日曜17:00～18:00、公開生放送。MCは、古坂大魔王と土岐田麗子。2008年2月3日 - 7月27日）

### 舞台
- おじぎ30度（新宿シアターアプル、2008年2月27日～3月2日）
- おじぎでシェイプアップ!（ル・テアトル銀座、2009年6月7日～6月14日）

### 映画
- 『TWILIGHT FILE Ⅵ』（3部作）の1つ『Wednesday～アナザーワールド～』（東京・シネマート六本木、2009年7月17日～7月19日）

### CM
- KDDI／au shopping Mall 『Back Stage Story篇』 共演：田中美保（non-noモデル）・大桑マイミ（CanCamモデル） 2006年6月、「インターネット回線篇」共演 : ローラ・ダーン ・ フェリシティ・ジョーンズ (2017年5月）
- USEN／完全無料パソコンテレビGyaO（ギャオ） 2006年
- サンケイリビング新聞社／レイ ウエディング（ブライダルマガジン） 2007年
- 日産自動車／KOBE COLLECTION×MARCH（マーチ） 共演：LIZA（JJモデル） 2008年3月
- Choei（株式会社長栄）／京都で部屋を探すなら… 2008年
- トリンプ／AMO'S STYLE　共演：チェリー☆パイ（女性お笑いコンビ） 2009年2月
- 株式会社メイション／スマ婚（格安挙式披露宴） 2009年

### PV
- 竹仲絵里 「黄色い花-wedding Story-」 （ウェディングGyaOイメージソング、2007年）

### CDジャケット
- Glamorous House 2nd floor（レーベル：EXIT TUNES、販売元：ポニーキャニオン、2008年4月）
- Glamorous House 3rd floor（レーベル：EXIT TUNES、販売元：ポニーキャニオン、2008年10月）
- Glamoruos House 4th floor（レーベル：EXIT TUNES、販売元：ポニーキャニオン、2009年4月）